# Mёrtvyj dom
Mёrtvyj dom (Мёртвый дом, La casa morta) è un film del 1932 diretto da Vasilij Fёdorovič Fёdorov, tratto dal romanzo di Fëdor Dostoevskij Memorie dalla casa dei morti .